# Bendan (Manisrenggo)
Bendan is een bestuurslaag in het regentschap Klaten van de provincie Midden-Java, Indonesië. Bendan telt 1791 inwoners (volkstelling 2010).